# Violent Femmes
Violent Femmes est un groupe de punk folk américain, originaire de Milwaukee, dans le Wisconsin. Le groupe est un trio comprenant le chanteur, auteur, compositeur, et guitariste Gordon Gano, le bassiste Brian Ritchie, et les batteurs Victor DeLorenzo (1980–1993 et 2002–2009) et Guy Hoffman (1993–2002).

## Biographie

### Première période (1980–1987)
Le groupe est fondé en 1980 à Milwaukee par Brian Ritchie et Victor DeLorenzo. La rencontre avec Gordon Gano en 1981, chanteur, compositeur et guitariste est décisive, et dès 1983, le trio sort l'album Violent Femmes, qui reste une référence, acclamé autant par la critique que par le public dès sa sortie.
Les Violent Femmes éditent en tout huit albums studio et quinze singles lors de leur carrière. Le groupe a eu un succès immédiat avec leur premier album début 1983. Contenant la plupart de leurs chansons les plus connues telles que Blister in the Sun, Kiss Off, Add It Up et Gone Daddy Gone, Violent Femmes est devenu leur album le plus vendu. Il est certifié disque de platine par la RIAA dix ans plus tard. Violent Femmes est devenu un des groupes de rock ayant le plus grand succès des années 1980 et 1990, ayant vendu un total de neuf millions d'albums en 2005, n'atteignant jamais la tête des hit parades mais devenant un groupe culte.
Gordon Gano produit les deux premiers albums de Louise Attaque, groupe français se réclamant directement de l'héritage des Violent Femmes.

### Deuxième période (1988–2009)

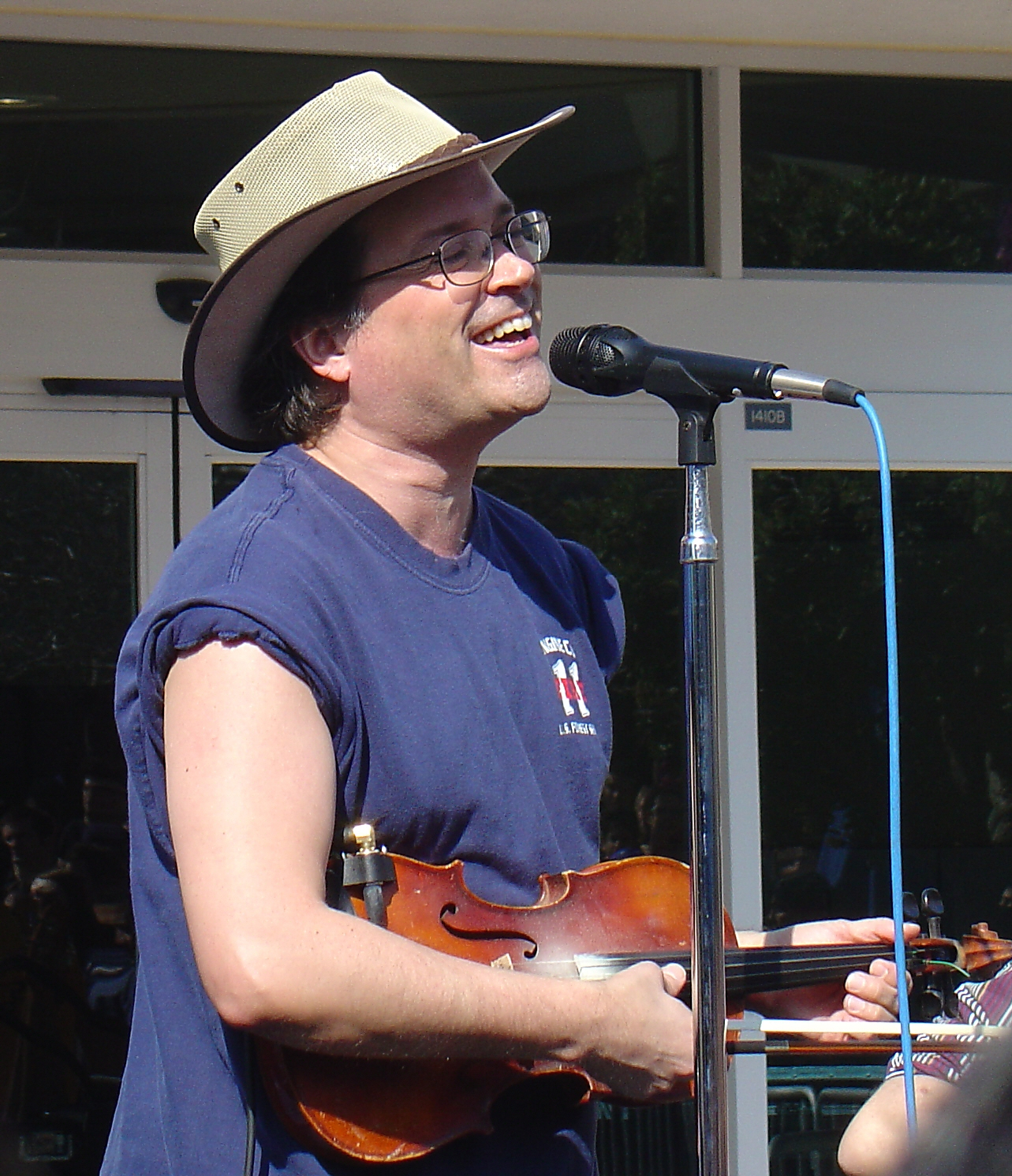
Gordon Gano en 2006.

Leur chanson Good Feeling est la chanson préférée de Lily et Marshall dans How I Met Your Mother et ils interprètent Please Do Not Go dans l'épisode 15 de la saison 1 de Sabrina, l'apprentie sorcière. Un morceau de la chanson Add it up apparaît dans le premier épisode de la saison 3 de la série The 100.
À la suite d'une mésentente entre Gordon Gano et Brian Ritchie concernant le fait que Gano ait vendu les droits de la chanson Blister in the Sun pour la chaîne de restaurant Wendy's le groupe annonce sa dissolution en 2009.

### Retour (depuis 2013)
Pour le trentième anniversaire de la sortie de leur premier album, le groupe se reforme. Il reviendra sur scène pour une tournée nord-américaine et européenne en 2014 avec Brian Viglione en remplacement de Victor De Lorenzo à la batterie. Ils jouent en avril 2014 au Coachella Valley Music and Arts Festival. Ils jouent ensuite au Bottlerock Napa Valley en mai et au Summerfest de Milwaukee en juin,,. Ils participent aussi au Riot Fest, qui prend place à Chicago en septembre 2013. Le batteur Victor DeLorenzo annonce en mars l'enregistrement de nouvelles chansons de Violent Femmes ; le 15 juillet 2013, cependant, le batteur Brian Viglione est annoncé pour remplacer DeLorenzo,,.
Les Violent Femmes jouent trois concerts en Australie pour le Falls Festival entre 2013 et 2014. Le 11 mai 2014, ils jouent au festival Shaky Knees d'Atlanta. Le groupe publie un nouvel enregistrement le 18 avril 2015. L'EP baptisé Happy New Year est publié pour le Record Store Day.

## Membres
- Gordon Gano - chant, guitare (depuis 1982)
- Brian Ritchie - basse (depuis 1982)
- Victor De Lorenzo - batterie (1982-1993, 2002-2009)
- Guy Hoffman - batterie (1993-2002)
- Brian Viglione - batterie (depuis 2013)

## Discographie

### Albums studio
- 1983 : Violent Femmes
- 1984 : Hallowed Ground
- 1986 : The Blind Leading the Naked
- 1989 : 3
- 1990 : Debacle: The First Decade
- 1993 : Why Do Birds Sing?
- 1994 : Add It Up (1981–1993)
- 1994 : New Times
- 1995 : Rock!!!!!
- 1999 : Viva! Wisconsin
- 2000 : Freak Magnet
- 2001 : Something's Wrong
- 2015 : Happy New Year
- 2016 : We Can Do Anything
- 2019 : Hotel Last Resort

### Autres
- 2005 : Permanent Record : The Very Best of

## Vidéographie
- Live at the Hacienda (2007)